# Salmo 97
Il salmo 97 (96 secondo la numerazione greca) costituisce il novantasettesimo capitolo del Libro dei salmi.